# Concornithidae
Concornithidae — викопна родина примітивних птахів ряду Euornithiformes, що існувала у крейдяному періоді. 
Родина виділена у 1996 році та об'єднує види, що раніше включали у родини:
- Cathayornithidae Lianhai Hou, Fan Jin & Jiangyong Zhang, 1992
- Iberomesornithidae Sanz & J.F. Bonaparte, 1992
- Sinornithidae Lianhai Hou, 1997

## Класифікація
Роди:
- † Apsaravis
- † Boluochia
- † Cathayornis
- † Concornis
- † Eocathayornis
- † Iberomesornis
- † Noguerornis
- † Sinornis
- † Vorona